# Stewart McDonald (homme politique)
Pour les articles homonymes, voir Stewart McDonald et McDonald.
Ne doit pas être confondu avec son collègue député, également du SNP, Stuart McDonald
Stewart McDonald, né le 24 août 1986 à Glasgow, est un homme politique britannique, membre du Parti national écossais.

## Biographie
Stewart McDonald grandit à Govan, un district de Glasgow. Durant sa jeunesse, il travaille notamment comme guide et accompagnateur en Espagne. Il adhère au Parti national écossais en 2006 puis travaille pour des élus au Parlement écossais,.
Lors des élections de 2015, il remporte le siège de Glasgow South aux dépens du travailliste sortant Tom Harris (en). Il est réélu en 2017.
Stewart McDonald est ouvertement homosexuel,.
En 2018, Stewart McDonald déclare que Tommy Robinson est « un fraudeur et voyou raciste et violent » qui n'aurait pas dû être invité à « se promener parmi nous sur le domaine parlementaire ».